# Patricia de Leon (diễn viên)
Patricia Michelle de León (phát âm tiếng Tây Ban Nha: [paˈtɾisja ðe leˈon], sinh tại thành phố Panama, Panama) là một nữ diễn viên Panama, người dẫn chương trình truyền hình, người mẫu và người giữ danh hiệu cuộc thi sắc đẹp. Cô bắt đầu làm việc như một người mẫu từ khi còn nhỏ. Sau khi được trao vương miện Hoa hậu Panama (1995), cô đã tổ chức La Corte de Familia và La Corte del Pueblo trên Telemundo. Cô cũng xuất hiện trên Juez Franco trên TV Azteca và Billboard Latino. Từ công trình của mình trên Univision, de Leon đã nhận được vai trò trên truyền hình Mỹ, bao gồm Lincoln Heights, Cold Case và Crossing Jordan. Vai diễn điện ảnh của cô bao gồm The Pool Boys (nơi cô đóng vai Latina Julia).

## Cuộc sống và giáo dục
De Leon được trao vương miện Hoa hậu Panama (nay là Señorita Panamá)  lúc 19 tuổi. Cô lần đầu tiên xuất hiện với vai trò người dự báo thời tiết cho một đài địa phương ở Panama TVN-Channel 2, tiếp theo là tính năng như một neo và một phóng viên cho một chương trình tin tức trên cùng một mạng. Cô cũng tạo ra, sản xuất và tổ chức một chương trình du lịch cho RPC TV / MEDCOM.
Cô đã trở thành một nữ diễn viên ở Hollywood  bằng cách chấp nhận vai trò của "La Llorona del Rio". Cô đã có thể theo đuổi cả thị trường Tây Ban Nha và Mỹ. Cô đã được giới thiệu trên các chương trình như Cold Case, Crossing Jordan, Lincoln Heights cho ABC Family, La Corte del Pueblo cho Telemundo, Perro Amor cho cùng một mạng, và The Chicago Code cho Fox Network, và trong các bộ phim như "How the Garcia Girls spent their summer", "Love Orchard" và "Pool boys".

## Hoạt động
Patricia de Leon là một người ủng hộ lớn cho Những người tranh đấu cho sự đối xử có đạo đức với động vật (PETA)  trong cộng đồng gốc Tây Ban Nha và tin vào việc truyền bá thông tin về lợi ích của việc ăn chay. Cô hiện đang đóng một vai trò tích cực trong việc ngăn chặn các trận đấu bò trên khắp thế giới và gần đây là hình ảnh cho chiến dịch chống lại trận đấu bò của PETA..
Cô cũng là người phát ngôn cho "One Love Foundation", bảo vệ quyền và chiến đấu chống lại sự phân biệt đối xử của cộng đồng LGBT (Lesbian, Gay, Bisexual, Transgender). 

## Đóng phim

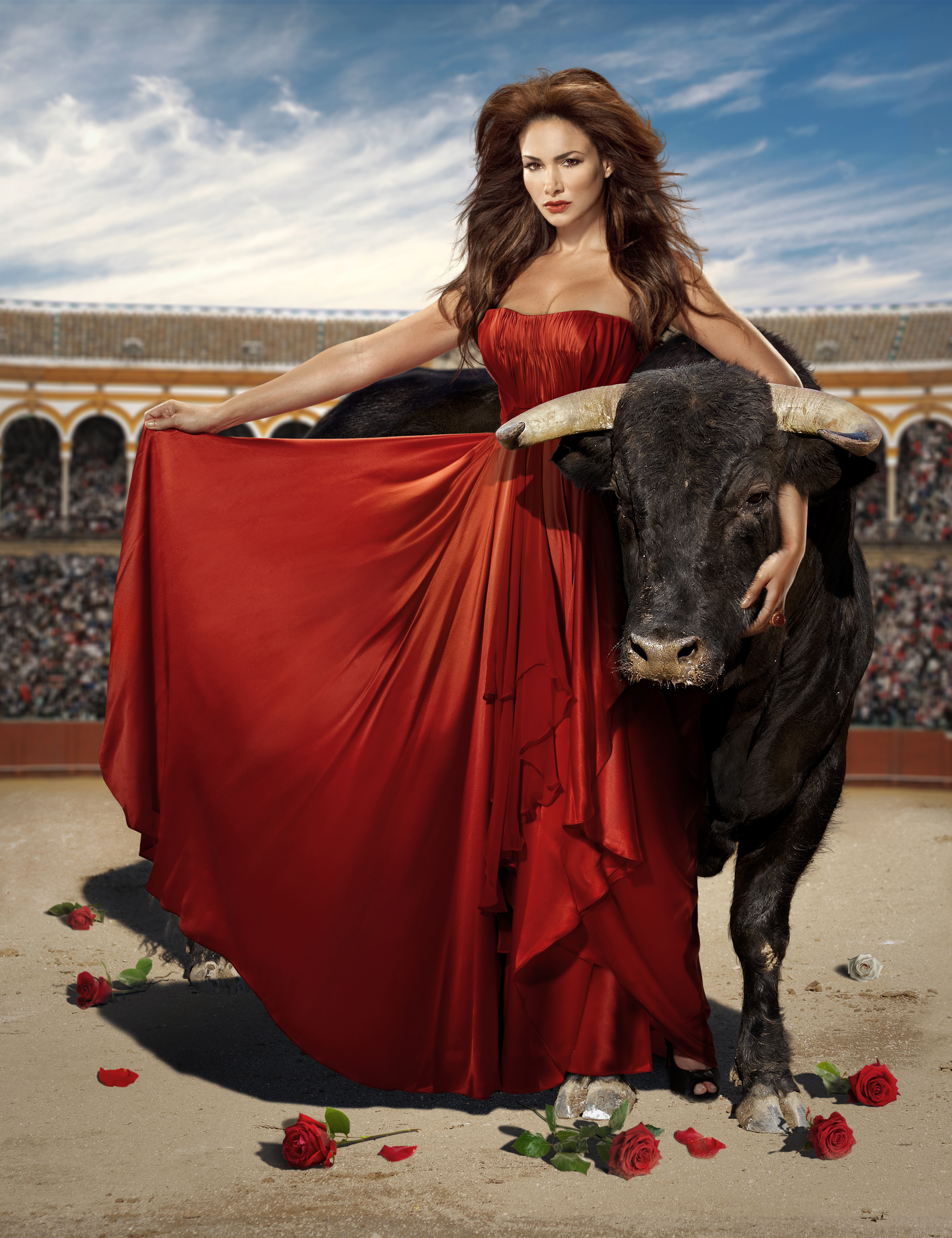
Patricia De León và bò tót

- Rica Famosa Latina (2017) vai chính cô ấy
- Scorpion (2017) vai Lucinda
- Notorious (2016) vai Silvia Baez
- A Christmvai Reunion (2015)  vai Janette Crowder
- NCIS (1 tập: "The Artful Dodger") (2015) vai Gloria Hernandez
- Confessions of a Womanizer (2014) vai Patricia
- Fighting for Freedom (2013) vai Maria
- Bad vais (post-production) (2011) vai Marissa
- The Chicago Code (1 tập: "Black Hand and the Shotgun Man") (2011) vai Beatrice Romero
- Men of a Certain Age (6 tập) vai Người phụ nữ Fantvaiy
- Lincoln Heights (4 tập) vai Sofia/Sophia Muñoz
- Crossing Jordan (1 tập: "Isolation") (2007) vai Magda Garcia
- Cold Case (1 tập: "Baby Blues") vai Marta Chavez - 1982
- Ghost Whisperer (1 tập: "Drowned Lives") (2006) vai Nữ cảnh sát
- All of Us (1 tập: "Wedding Dance" (2004) vai an Nữ diễn viên
- The Chicago Code (2011) Beatrice Romero
- Perro amor (23 tập) vai Jennifer Lopez
- The Pool Boys (2010) vai Julia
- Mr. Sadman (2009) vai Maria
- Crossing Jordan (TV series) (2007) vai Magda Garcia
- Blue Lake Mvaisacre (2007)
- Ghost Whisperer (TV series) (2006) vai Nữ cảnh sát
- Drowned Lives (2006) vai Nữ cảnh sát
- All In (2006) vai Maria
- Cloud 9 (2006) vai Corazon
- How the Garcia Girls Spent Their Summer (2005) vai nữ diễn viên opera xà phòng
- All of Us (TV series) (2004)
- The Mvaiter of Disguise (2002) vai Nữ phục vụ
- La llorona del río (short) (2001) vai Esperanza
- A Design for a Life (short) (2001) vai Người vợ
- La Corte de Familia (TV series) (2001) vai Người phỏng vấn
- La Corte del Pueblo (TV series) (2003) vai Người phỏng vấn
- Juez Franco (TV series) (2008) vai Người phỏng vấn